# ドビン (駆逐艦母艦)
|          |                         |
| 艦歴     |                         |
| 起工     |                         |
| 進水     | 1921年5月5日            |
| 就役     | 1924年7月23日           |
| 退役     | 1946年9月27日           |
| 除籍     | 1946年12月24日          |
| 性能諸元 |                         |
| 排水量   | 12,450英トン（満載）    |
| 全長     | 147.47 m                |
| 全幅     | 19 m                    |
| 吃水     | 7.34 m                  |
| 機関     | 蒸気タービン            |
| 速力     | 16 ノット               |
| 乗員     |                         |
| 兵装     | 38口径5インチ単装砲 4門 |

ドビン (USS Dobbin, AD-3) はアメリカ海軍の駆逐艦母艦。艦名は1853年から1857年までアメリカ合衆国海軍長官を務めたジェイムズ・コクラン・ドビンにちなむ。

## 艦歴
フィラデルフィア海軍工廠で建造。1921年5月5日進水。1924年7月23日就役。
1941年7月、「ドビン」艦長であったトーマス・キャロウェイ・ラティモア中佐がアイエアの丘で行方不明になり、遺体も発見されなかった。
1941年12月7日の真珠湾攻撃の際、「ドビン」はフォード島の北東に駆逐艦「フェルプス」、「マクドノー」、「ウォーデン」、「デューイ」、「ハル」とともに停泊していた。戦艦が大損害を受けると日本軍機は他の目標を探し、将旗が掲げられているのを見た機が「ドビン」爆撃を試みたが「ドビン」は破片による被害を受けたのみであった。「ドビン」の小型艇は生存者の救助や負傷者の岸への輸送にあたった。
「ドビン」は1942年5月までハワイ水域にあり、それからシドニーに送られ1942年5月31日の日本軍の特殊潜航艇によるシドニー港攻撃の際も港内にいた。1943年6月25日にブリスベン、マッカイ、タウンズビル、クリーブランド湾に送られ、1943年9月30日にミルン湾に着いた。「ドビン」は1945年2月14日までニューギニア周辺にとどまり、それからアメリカに戻って1946年9月27日に退役した。